# Bal·lada o soldate

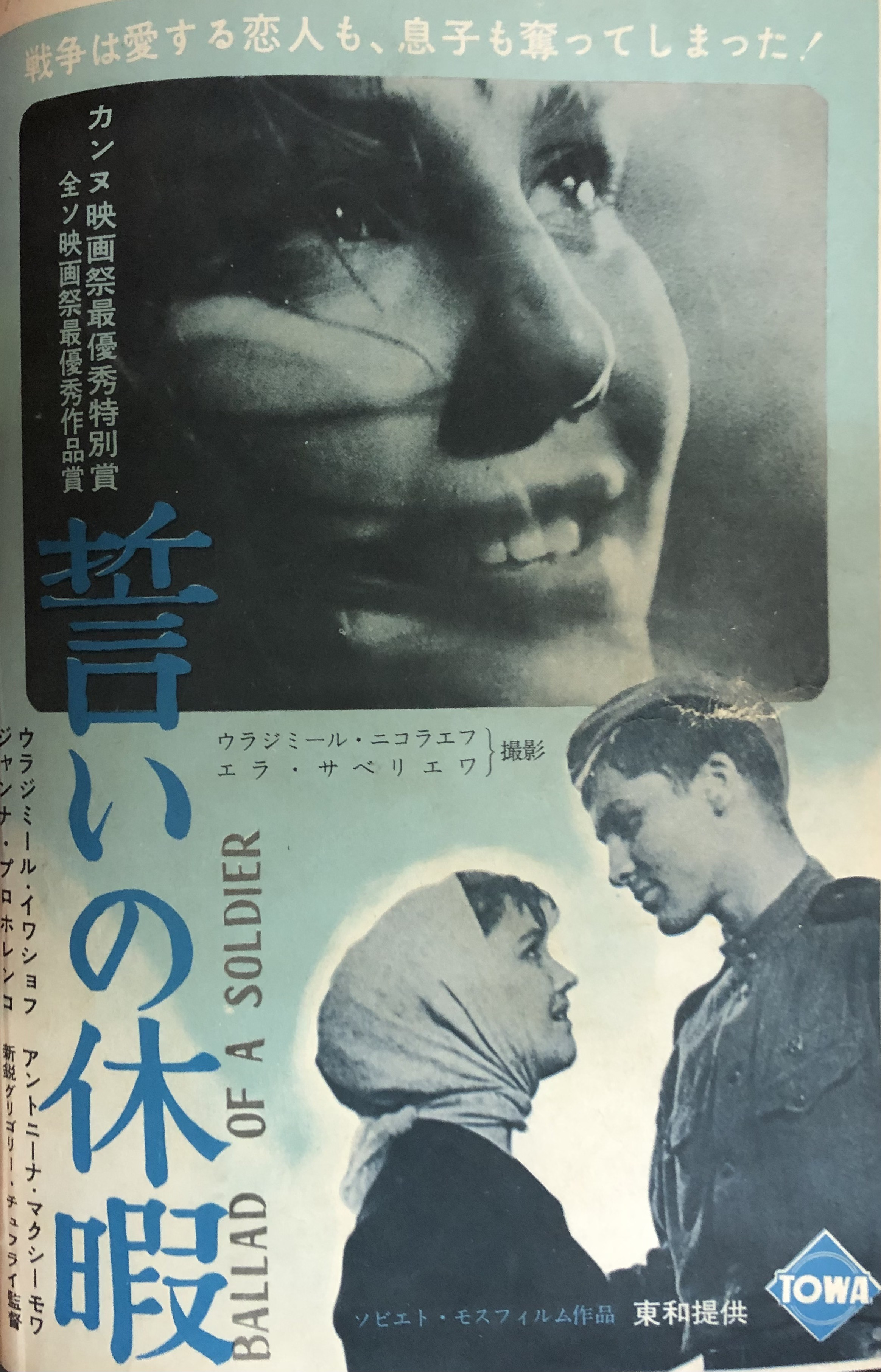
Cartell publicat al Japó anunciant la pel·lícula.

Bal·lada o soldate (títol original en rus: Баллада o сoлдате) és una pel·lícula soviètica dirigida per Grigori Txukhrai i estrenada el 1959.

## Argument
Durant la Segona Guerra Mundial, a l'Alioixa, un jove soldat rus que s'ha distingit al front, li ofereixen una condecoració. Refusa tanmateix aquest gran mèrit i, en lloc d'allò, demana obtenir un permís per retre visita a la seva mare. El seu viatge és llarg i difícil: ha de saltar de tren en tren, i nombrosos obstacles l'endarrereixen. Trobarà al llarg del seu periple diverses persones que l'ajudaran o a qui aportarà la seva ajuda. I després coneixerà la Xurà, una noia que viatja en la mateixa direcció que ell. Durant el trajecte, tots dos es coneixen i s'enamoren. Però a penes tenen temps de dir-s'ho; tan bon punt l'Alioixa abraça la seva mare, ja se n'ha d'anar altre cop al front. Per no tornar-ne més...

## Repartiment
- Vladímir Ivaixov: Aleksei Skvortsov, anomenat Alioixa
- Janna Prokhorenko: Xurà
- Antonina Maksímova: Katerina, la mare de l'Alioixa
- Nikolai Kriutxkov: el general
- Ievgueni Urbanski: Vàssia, l'invàlid
- Elza Lejdei: la dona d'en Vàssia
- Aleksandr Kuznetsov: Gavrilkin
- Ievgueni Teterin: el tinent
- Guennadi Iukhtín: Pàvlov
- Valentina Màrkova: Liza, la dona d'en Pàvlov
- Vladímir Pokrovski: el pare d'en Pàvlov
- Gueorgui Iumàtov
- Maria Kremniova
- Valentina Teléguina
- Lev Boríssov

Els dos actors principals, Vladímir Ivaixov i Janna Prokhorenko, només tenien dinou anys i no tenien gaire experiència. Grigori Txukhrai comenta així la seva tria:
"Hem pres un gran risc. Era arriscat donar els papers principals a actors inexperts. Pocs ho haurien fet en aquell temps, però ho hem provat i no ens en penedim. Volódia i Janna han donat una coloració preciosa a la pel·lícula, és a dir, l'espontaneïtat i l'encant de la joventut."
L'un i l'altre van tenir després una llarga carrera en el cinema.

## Al voltant de la pel·lícula
| « | Bal·lada o soldate és una pel·lícula d'una gran sensibilitat (...). La compassió pel destí dels individus s'expressa aquí en la seva plenitud i és lluny dels discursos oficials sobre els herois. És la guerra la veritable enemiga, ja que mata tot el que és humà (...). | » |

| « | (...) Txukhrai no ha tingut la necessitat de brodar floritures sobre el que sentia. (...) En conjunt, secundat pels admirables "grisos" del seu operador, es limita a fer sorgir la poesia dels éssers i dels paisatges. (...) Es podrien multiplicar els exemples d'aquesta màgia visual que neix de l'escalfor del sentiment a tota prova i no del recarregament formal | » |

| « | He estat soldat. És com a soldat que he recorregut el camí de Stalingrad a Viena. Pel camí, he deixat molts camarades que m'estimava. (...) El que hem volgut ensenyar, Valentín Iejov i jo, no és com el nostre heroi ha fet la guerra, sinó quina mena d'home era, per què s'ha barallat. Renunciant a les escenes de batalla (...) hem buscat un tema que panseix la guerra. (...) Aquest noi (el jove soldat Alioixa) podia arribar a ser un bon pare de família, un marit afectuós, un enginyer o un savi, podia cultivar blat o un jardí. La guerra no ho ha permès. No ha tornat. Quants altres no han tornat! (Grigori Txukhrai, paraules reproduïdes a El cinema rus i soviètic, L'Equerre, Centre Georges Pompidou, 1981. | » |

## Premis
- Premi a la millor participació per la selecció soviètica, Cannes 1960.
- BAFTA a la millor pel·lícula el 1962, ex-æquo amb El vividor.